# فرودگاه ایل دیو
فرودگاه ایل دیو (به انگلیسی: Île d'Yeu Aerodrome) (به زبان بومی: Aérodrome d'Ile d'Yeu - Grand Phare) یک فرودگاه همگانی با کد یاتا IDY است که یک باند فرود آسفالت دارد و طول باند آن ۱۲۳۰ متر است. این فرودگاه در کشور فرانسه قرار دارد و در ارتفاع ۲۴ متری از سطح دریا واقع شده‌است.